# Spintires
Spintires је игра развијена од стране Pavel Zagrebelnyј британског издавача Оовее. Корисници ове игре преузимају контролу над теренским возилима, и возе их преко блатњавих земљаних терена како би дошли до циља.
Ова игра је објављена 13. јуна 2014. године, а продата је у више од 100.000 примерака.

## Gamеplay
Спинтирес је симулација вожње по блатњавим руским путевима, са старим совјетским возилима, само са картом и компасом. Циљ игре је да 
превезе терет до свог одредишта без исцрпљивања ресурса или оштећења возила. Постоји и режим једног играча и мултиплејер режим. [2]
У обзир се доводи неколико особина, као што су физика, блато, деформације терена, као и контрола вожње, дан / ноћ циклус. Због тешког терена, играчи морају предузети све услове у обзир и возити у складу са тим; На пример, они не могу једноставно само притиснути "напред" на њиховој тастатури да вози право. [2]
Играчи могу бирати између casual и hardcore моду. У hardcore моду, потрошња горива је повећана и путеви су приказани на карти. Играч на карти неће бити приказан као водич на путу док вози. Камера игре је постављена испред возила и може се померати помоћу миша; не постоји поглед из аута.

## Развој игре
Игра се у првих месец дана налазила у ТОП 10 купљених игара на steam-у, продата је у више од 100.000 примерака.
Новинска порука на Spintires Steam страници од студијског менаџера Оовее,Reece Bolton сугерисао да Спинтирес није готова, исто толико је предложио и показује знаке даљег графичког побољшања и додатке за игру.

## Возила
- Урал-4320
- КрАЗ-255
- МАЗ-535
- МАЗ-7310
- ЗиЛ-130
- УАЗ-469
- КамАЗ-6520
- КамАЗ-6522
- ГАЗ-66
- К-700A